# Cres (eiland)
Cres (It: Cherso) is een Adriatisch eiland in Kroatië. Het eiland bevindt zich in het noordelijke deel van de Kvarner Baai en kan met de veerboot worden bereikt vanaf Krk of vanaf het schiereiland Istrië.
Met 405,7 km² is het nipt het grootste eiland in de Adriatische Zee, net iets groter dan het nabijgelegen eiland Krk, dat lang als grootste werd beschouwd.
Cres en het naburige eiland Lošinj vormden ooit een geheel maar zijn nu gescheiden door een kanaal en verbonden door een draaibrug in het zuidelijk deel van het eiland gelegen plaatsje Osor.
Halverwege het eiland ligt het 74 m diepe Vranameer (Vransko jezero), dat zowel Cres als Lošinj van drinkwater voorziet.

## Landschap
Cres is 66 km lang en heeft een heuvelachtig landschap met veel inkepingen in de kustlijn, waarvan de Baai van Cres (Creski zaljev) de grootste is. De noordkust wordt gekenmerkt door steile rotsen, het zuiden en westen met kiezelstrandbaaien. De hoogste punten van het eiland zijn de bergen Gorice (648 m) en de Sis (638 m). In haar geheel is Cres een onaangetast natuurgebied waarbij bos de boventoon voert.

## Flora en fauna
Cres kent een grote verscheidenheid aan flora en fauna: er zijn meer dan 1500 plantensoorten en 190 vogelsoorten. De opmerkelijkste vogelsoort van Cres is de vale gier. In het meer dan 4000 jaar oude kleine historische plaatsje Beli bevindt zich het ecocentrum "Caput Insulae", met als voornaamste taak het observeren en bestuderen van deze roofvogels.
De wateren aan de zuidoostkant van Cres behoren sinds 2006 tot het dolfijnenreservaat van Lošinj, dat de plaatselijke populatie tuimelaars beschermt.

## Geschiedenis
Vanaf het stenen tijdperk kwamen de eerste bewoners al naar dit eiland. Cres heeft daardoor ook een historische en culturele erfenis van rijke aard op haar naam staan. Oude steden waarvan nog de overblijfselen zijn, Liburnische ruïnes, kloosters en katholieke kerken uit het verleden.
Cres was Byzantijns toen het in de 7de eeuw bevolkt raakte met Kroaten. Het werd een Kroatisch-Venetiaanse twistappel, maar in 1409 kwam Cres definitief aan de Republiek Venetië, dat er tot 1797 regeerde. Toen aan het bestaan van de republiek Venetië met de Vrede van Campo Formio een einde kwam, werd Cres Oostenrijks. Het eiland ging deel uitmaken van het markgraafschap Istrië, een van de bestanddelen van het Oostenrijkse Küstenland. Met de verloren Eerste Wereldoorlog kwam een eind aan de Oostenrijkse aanwezigheid aan de Dalmatische kust. Het Verdrag van Rapallo van 1920 wees Cres toe aan Italië. Vanaf 1947 behoorde tot Joegoslavië en sinds het uiteenvallen van dat land behoort het tot Kroatië.